# Melchior de Canalis
Melchior de Canalis é um personagem fictício da Comédia Humana de Honoré de Balzac nascido em 1800 em Corrèze. Ele aparece em um grande número de romances e novelas da Comédia, sem ser presença notável. Faz parte do pano de fundo da vida intelectual e mundana, mas sua personalidade só será bem definida no romance Modeste Mignon, onde a jovem Modeste Mignon de La Bastie descobre sua arrogância. É o principal poeta da "Escola Angélica", movimento poético fictício criado também por Balzac.
Em 1821, em Illusions perdues, ele se gaba de poder fazer admitir-se um filho de apotecário (Lucien de Rubempré) nos salões das famílias nobres. Considerado um dos poetas mais ilustres da época, ele mantém uma paixão desesperada pela Duquesa de Chalieu, ainda que finja fazer corte à Marquesa d'Espard.
Em 1824, ele frequenta as quartas de Célestine Rabourdin (Les Employés ou la Femme supérieure), e faz sua primeira aparição no Havre em Modeste Mignon.
Em 1829, no mesmo romance, ele estudou a diplomacia com Louise de Chaulieu,e foi nomeado adido à embaixada de Madri (Mémoires de deux jeunes mariées). Ele é maître des requêtes no conselho de Estado, adido ao ministério do exterior. É quando Modeste Mignon de la Bastie vê suas obras completas na vitrine de uma livraria (nesta mesma época, em Paris, ele tem seu busto junto ao livreiro Dauriat, como Goethe). Ela começa uma correspondência com Canalis, que, cheio de sua importância, não se incomada em responder ele mesmo à esta desconhecida. Ele confia a tarefa a Ernest de la Brière, que se faz passar por ele. Ele mantém um pouco de desprezo por esta jovem burguesa que assina Modesta Mignon, mas quando viaja com Ernest ao Havre, descobre que atrás deste nome de esconde uma enorme fortuna. Ele deseja, então, seduzir Modeste. Mas já é tarde, pois ela escolhe se casar com seu antigo assistente.
Em 1830, ele está presente na festa organizada por Jean-Frédéric Taillefer em La Peau de chagrin.
Em 1831, ele frequenta o salão de Felicité des Touches, onde conta a vida de Napoleão, em Autre étude de femme. Na mesma época, em Splendeurs et misères des courtisanes, sua ligação com a duquesa de Chaulieu se torna conhecida de todos.
Em 1835, em Albert Savarus, ele se casa com uma rica sem título de nobreza, Mademoiselle Moreau.
Em 1840, em Béatrix, ele está no camarote de Béatrix de Rochefide, no teatro de Variétes, e, em 1843, no da Marquesa d’Espard à Ópera.